# Rovinový dostih
Rovinový dostih prověřuje výkonnost koní v rychlém cvalu na různé vzdálenosti. Na základě jejich výsledků jsou dostihoví koně zařazováni do chovu. Rovinový dostih je výkonnostní zkouška plemene zvaného anglický plnokrevník (anglicky Thoroughbread). Pouze koně tohoto plemene smí běhat rovinové dostihy v České republice, které vypisuje Jockey Club České republiky. V některých zemích se můžeme setkat i s dostihy angloarabů – polokrevníků a arabských plnokrevníků. Na jihovýchodě Spojených států amerických jsou oblíbené i dostihy plemene Quarterhorse na čtvrt míle.

## Historie
Dnešní dostihy se vyvinuly z různých závodů pod sedlem nebo v zápřeži, první historické záznamy pochází už od Chetitů. Za kolébku moderních dostihů je považována Anglie, kde se první derby běželo roku 1780.

## Druhy koní
Pro dostihy se obvykle využívá anglický plnokrevník, arabský plnokrevník, nebo quarter horse, existují ale i dostihy otevřené všem koním bez ohledu na plemeno. Derby je určeno pro tříleté koně anglického plnokrevníka.

## Druhy dostihů
- Klasické dostihy jsou dostihy pouze pro tříleté koně. U nás to jsou Velká jarní cena (1600 m), Derby (2400 m) a St. Leger(2800 m), kde mohou startovat tříletí koně bez rozdílu pohlaví a Jarní ceně klisen (1600 m) s Oaks(obdoba Derby), které jsou určeny pouze pro tříleté klisny.

Až na Oaks se všechny české klasické dostihy běhají na závodišti ve Velké Chuchli, Oaks se dříve běhalo v Karlových Varech, dnes se pořádá na Hippodromu Most. Obdoby těchto dostihů se běhají i v ostatních zemích a slouží k porovnání výkonnosti příslušníků plemene, tedy jako chovatelské zkoušky.
- Ceny (dostih), všechny startující koně nesou stejnou zátěž (klisny však mají úlevu).
- Handicapy jsou dostihy, kdy koně nesou různou zátěž – tu stanovuje handicaper na základě předchozích výsledků koně. V ideálním případě by všichni koně doběhli do cíle zároveň.

## Dostihy v ČR
- Jarní cena klisen
- Velká jarní cena